# Kuše
Kuše, také samostříl (zastarale lučiště), latinsky Arma diaboli (tj. ďábelská zbraň) je střelná zbraň, vystřelující mechanickou silou speciální šípy s kovovými hroty nebo kratší a těžší šipky. Kuše sehrála velkou roli jako vojenská zbraň ve středověkých válkách. Jako lovecká zbraň se používala až do 18. století. V malé míře se užívá dodnes.

## Konstrukce
Tato chladná střelná zbraň užívá střelný princip luku se silnější pletenou tětivou na mnohem pevnějším krátkém těle zhotoveném z dubového dřeva, podobném pažbě pušky, se soustruženou kuželkou a doplňky někdy z kosti či slonoviny, a železný spouštěcí mechanismus s klikou či heverem. K němu je v přední části křížem připevněno lučiště s tětivou. Proti luku umožňuje kuše napínat lučiště výrazně větší silou, protože tato síla není přímo vázaná na sílu střelce. K napínání kuší se často používala různá pomocná mechanická zařízení, jako páky a navijáky. Nevýhodou kuše proti luku byla naopak její velikost, hmotnost a složité zdlouhavé nabíjení.
| „ | Kuše je barbarský druh luku, který Řekové vůbec neznají. Napíná se tak, že pravice napíná tětivu a levice od ní táhne luk. Ten, kdo napíná tuto dalekostřílnou útočnou zbraň, se musí naklonit dopředu, opřít oběma nohama do půlkruhu lučiště a oběma rukama táhnout tětivu vší silou k sobě. Uprostřed kuše je na tětivě upevněn půlválec dlouhý jako slušně velký šíp, který sahá od tětivy k oblouku luku. Jeho žlábkem se z kuše vystřelují šípy. Do žlábku se vkládají krátké, ale velmi tlusté střely, jejichž přední část je potažena silnou vrstvou železa. Když se tětiva prudce napne a pak vší silou povolí, střely se neodrážejí od svého cíle, ale prorazí štít a těžký železný pancíř a pokračují ve své dráze, tak mohutná a nezadržitelná je prudkost těchto střel. Taková střela už dokázala prorazit i bronzovou sochu, a když zasáhla hradbu velkého města, buď uvízl její hrot v hradbě, anebo celá střela vnikla do hradby a zmizela v ní… | “ |

Takto kuši popisuje ve svém díle Alexias byzantská princezna Anna Komnéna, která kuši viděla u bojovníků první křížové výpravy.

## Typy
Kuše se rozdělují na:
- pistolové
  - pistolové kuše se podobají pistolím. Mají dostatek síly, aby se do překážky šípy zabodly nebo ji prostřelily.
- reflexní (tradiční)
  - Reflexní kuše nazývané také tradiční mají velké lučiště, které je důležité pro vysokou kinetickou energii střely nutnou k ulovení nebo dosažení vzdáleného cíle. Byť je technika stejná jako před stovkami let, díky novější technologii výroby ramen a konstrukce kuše je mnohem přesnější a stabilnější.
- kladkové
  - Díky osazení lučiště kladkami se docílilo u kladkové kuše zúžení lučiště, což usnadnilo manipulaci a přepravu. I vzhledem k nižší nátahové síle zůstává rychlost šípu dostatečná pro terčovou i loveckou střelbu.

## Historie
První zmínky o kuši, včetně jejího širokého nasazení, pocházejí z Číny. Již v 5. stol. př. n. l. se o ní zmiňuje Sun-c’ ve svém spise Umění války. Nejstarší archeologický nález kuše pochází z hrobky v čínské provincii Chu-pej a je datován do 4. stol. př. n. l. Masověji však začala být používána až kolem roku 200 př. n. l. Mnohé důkazy[zdroj?] hovoří o tom, že vynález je ještě starší a pochází z jihovýchodní Asie, snad z oblasti dnešního Vietnamu, kde je doložena ze 3. stol. př. n. l. Čínský termín pro kuši nǔ pochází z austroasijských jazyků.

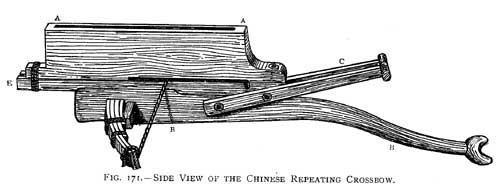
Čínská opakovací kuše

Výrazné zlepšení výkonnosti představovala čínská opakovací kuše, která byla používána od počátku našeho letopočtu až do 19. století. Umožňovala vystřelit za 15 sekund až 20 šipek. Dostřel i průbojnost byly omezeny, ale byla úspěšně používána jako obranná zbraň na Velké čínské zdi. Mimo Čínu je její použití doloženo i ve středověké Koreji.
Nezávisle na Číně byla kuše vyvinuta v 5. století př. n. l. v řeckých městských státech. Vzhledem k dlouhému nabíjení nebyla považována za příliš účinnou zbraň s výjimkou obléhání. Jako její vylepšení vznikla kolem roku 400 př. n. l. balista.
V Evropě se kuše uplatňovala především v období středověku, protože to byla (spolu s dlouhým lukem) jediná zbraň, schopná na dálku zneškodnit rytíře ve vycpávané a kroužkové zbroji. Na rozdíl od luku byl výcvik střelce z kuše relativně levný, krátký a jednoduchý. Na druhou stranu nevýhodou kuše byla větší hmotnost a menší rychlost střelby: asi jedna až dvě střely za minutu. Například florentský kronikář Giovanni Villani uvádí, že lučištník střílí třikrát rychleji, než janovský vycvičený střelec z kuše. Kuše byla původní zbraní především v zemích západní a střední Evropy, zatímco Arabové a byzantští Řekové ji neznali.

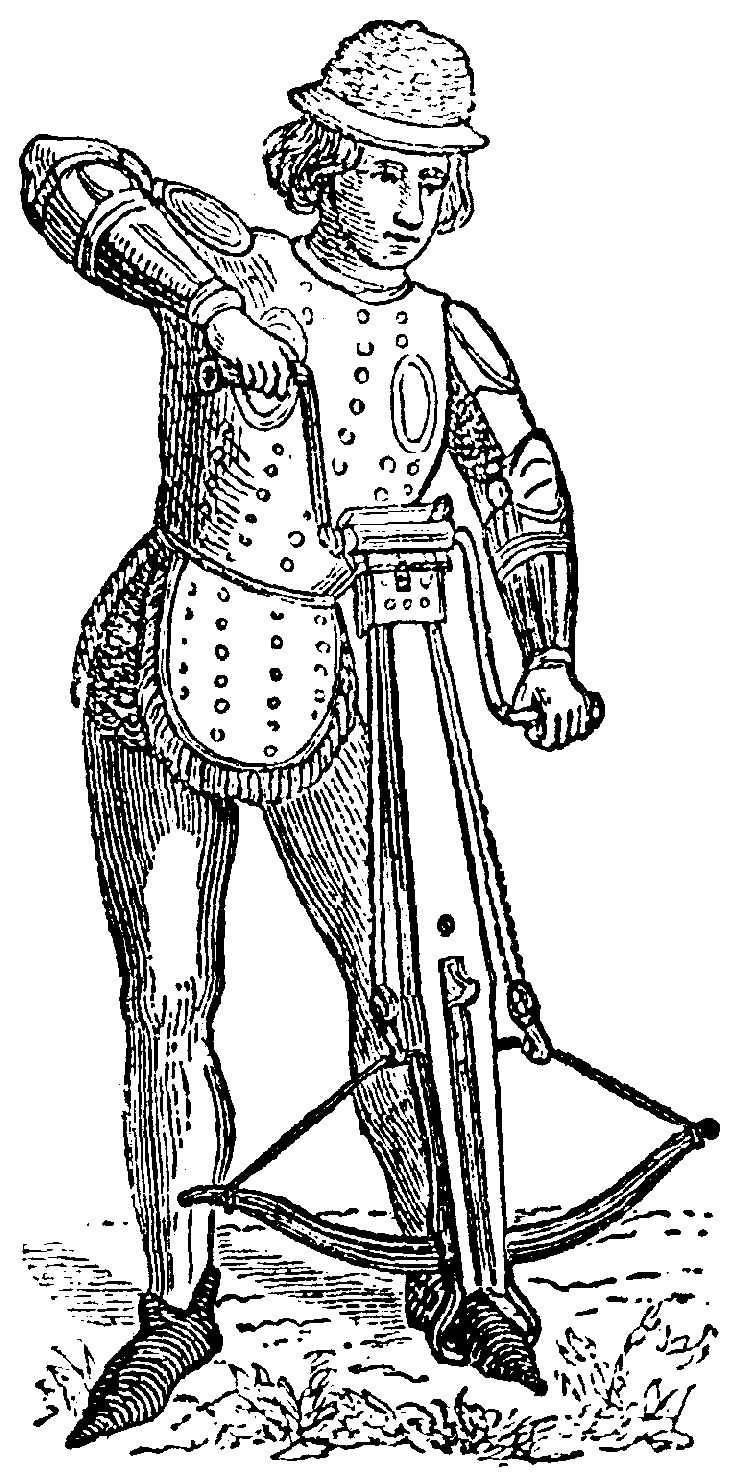
Kušník natahuje tětivu lučiště pomocí klik

Kuše byla podle některých pramenů na Druhém lateránském koncilu v roce 1139 církví oficiálně zakázána křesťanům v boji proti křesťanům, a to pod hrozbou klatby. V usnesení tohoto koncilu byla kuše nazvána ďábelskou zbraní (Arma diaboli), protože oproti šípům z luku způsobila jistou smrt. Církev ale nebránila užívat ji v křížových výpravách proti Arabům a heretikům. I přesto se kuše ve středověké Evropě používala v mnoha bojích proti jiným křesťanům, jak svědčí například ilustrace Stoleté války z francouzských kronik.
S nástupem palných zbraní v 15. století kuše postupně ztrácela svůj význam. V českých zemích patřila i k vybavení husitských bojovníků a městských střeleckých společností. Její používání v lovectví a střeleckých soutěžích je doloženo až do počátku 17. století.
Kuše zažívá svou renesanci ve druhé polovině 20. století, odkdy díky novým materiálům je možno radikálně zredukovat její hmotnost.
Dodnes je kuše užívána jako sportovní zbraň, v některých zemích jako lovecké náčiní (v Česku je stejně jako luk pro lov zakázána) a objevuje se ve výzbroji některých speciálních jednotek (např. speciální jednotky Jihoafrické republiky). Proti palným zbraním má totiž výrazně tišší výstřel bez záblesku, malý zpětný ráz a – podobně jako ve středověku – je schopna účinně prostřelit i neprůstřelné vesty.

## Kuše 14.- 18. století v českých sbírkách
Archeologické nálezy fragmentů kuší a jejich šipek pocházejí z celé řady výzkumů, především ze středověkých hradů a tvrzí, které byly často obléhány, např. Zvíkov, Karlštejn, Křivoklát, Nový hrad u Kunratic, Havraň, Martinice, Zbořený Kostelec, Rokštejn, Vildštejn, Landštejn, Sion nebo Tepenec.
- Moravské zemské muzeum, Brno (z hradu Skály u Jimramova)
- Národní muzeum, Praha (Nový Hrad u Kunratic, aj.)
- Národní památkový ústav, zámek: Opočno, Žleby, aj.
- Muzeum Vysočiny v Jihlavě
- Archeologický ústav České akademie věd (z hradu Křivoklát)
- Vojenský historický ústav Praha
- Ústav archeologie filozofické fakulty Masarykovy univerzity v Brně (z hradu Rokštejna u Jihlavy)